# Никола Янев (музикален педагог)
Вижте пояснителната страница за други личности с името Никола Янев.
Никола Янев-Чоли е български музикант, учител по музика, композитор, ръководител на много самодейни състави.

## Биография
Никола Янев – Чоли е роден на 25 февруари 1947 г. в град Ракитово, област Пазарджик, където завършва средното си образование. След отбиване на военната служба през 1967 г. започва работа и в продължение на три години е преподавател по акордеон в читалище „Будилник“ в Ракитово. През 1970 – 1972 г. е студент в „Естраден отдел“ на Българската държавна консерватория в София. От 1972 г. е учител по музика в СОУ „Климент Охридски“ в гр. Ракитово, където работи 18 години. Завършва Академията за музикално, танцово и изобразително изкуство (АМТИИ) в гр. Пловдив (специалност „акордеон“) през 1981 г. Работи като учител по музика в гр. Ракитово (ОСОУ „Христо Смирненски“ 1990 – 1996 г. и ОУ „Христо Ботев“ 1996 – 2010 г.), диригент на духов и фанфарен оркестър, както и на детска оперета. Ръководи хор, детски вокални групи, сватбарски оркестър „Ракита“, фолклорна група „Горски здравец“, групи за стари градски песни – „Серенада“ (в гр. Ракитово) и „Евридика“ (в гр. Костандово), фолклорна група на армъните от гр. Ракитово и Велинград „Кънтиклу носту“. Към януари 2015 г. е диригент на възродения градски духов оркестър на гр. Ракитово и е награден с почетния знак на община Ракитово. Взел е участие в над 1950 радиотелевизионни, концертни и фестивални изяви в България и чужбина.
Притежава над 100 дипломи и грамоти от различни конкурси и фестивали; Лауреат на V, VI и VII републикански фестивали на любителското художествено творчество, носител на златни, сребърни и бронзови медали; Сребърен медал като композитор за музика в театралната постановка „Госпожа Министершата“ от Бранислав Нушич, на театралния колектив към читалище „Отец Паисий“ – Велинград (1983 г.); Награден с Диплом и Плакет на ЦХС-София като диригент на детската оперета „Кривата пътека“ по музика на Димитър Петков и либрето на Емил Видлички и оркестрация – Никола Янев (1977 г.) Отличник на Министерство на Народната просвета – 1983 г.; Отличие „Старши учител“ -1984 г. Удостоен с „Паметен знак“ на ОЦХС – Пазарджик (1987 г.); Носител на почетния знак на Старопланински събор „Балкан фолк“ – гр. Велико Търново-2000 г. и 2004 г. Грамота от Дружеството на писателите и артистите власи от Македония – за принос във влашката култура – Скопие, 2001 г.;
Притежава първа професионално-квалификационна степен като учител – 1998 г. През 2001 г. награден с почетно отличие „Неофит Рилски“ от Министерство на образованието и науката; Удостоен със званието Man of the Year -2002 на Американския биографичен институт. Награди – „Сладкопойна чучулига“-от Общество за музика и танци в Пазарджишка област – 2003 и 2019 г. Награден е с грамота и златен сфинкс със сребърен ритон от Министерство на културата през 2008 г; Никола Янев е почетен член на Национален музикално-фолклорен съюз „Орфеево изворче“. През 2007 г. получава званието „Почетен гражданин“ на Ракитово; Награден с „Голямата награда“ за акомпанятор на 10-ия Национален фестивал на старата градска песен „Пей сърце“ Кюстендил – 2016 г. През 2016 г. удостоен със званието „МАЕСТРО“ от Европейската асоциация на фолклорните фестивали-EAFF. Грамота – Почетен знак „Златен век“ – печат на Цар Симеон Велики – от Министерство на културата, 2017 г. Специална награда за аранжимент и съпровод от фестивала на старата градска и шлагерна песен „Нежни спомени“, Панагюрище, 2019 г. „Голямата награда“ за цялостно творчество от фестивала на шлагерната и старата градска песен „Пей сърце“, Кюстендил, 2020 г.

## Творчество
- Сборник от пиеси за фанфарен оркестър на фолклорна основа (1993 г.)
- Сборник „101 песни на армъните в България“ (2001 г.)
- Касетъчен албум „Милица“ на оркестър „Ракита“ (1995 г.)
- Касетъчен албум „Молба за обич“ на група „Серенада“ (1996 г.)
- CD на ромска фолклорна група „Лулуди“ (в превод „Цвете“, 2000 г.)
- CD на фолклорна група „Кънтиклу носту“ (в превод „Нашата песен“, с песни от етноса на армъните в България, 2004 г.)
- CD и DVD на група „Серенада“ от Еврофолк, гр. Велико Търново (2004 г.)
- CD на ГСГП „Евридика“ от гр. Костандово (2007 г.)
- CD на фолклорна група „Горски здравец“ от гр. Ракитово (2007 г.)
- СD с песни на армъните в изпълнение на Никола Янев
- DVD с авторски песни в изпълнение на група „Евридика“
- DVD с автентични песни от Ракитово, в изпълнение на група „Горски здравец“
- CD – Валсове и танга – изпълнение на акордеон (2017 г.)
- CD – Духов оркестър гр. Ракитово-(2019 г.)
- CD – Живот с музика – сборен от състави с ръководител Н. Янев-2020 г.